# І люди, і ляльки
Львівський академічний театр естрадних мініатюр «І люди, і ляльки» — театр ляльок у місті Львові.

## Історія
Театр-студія естрадних мініатюр «І люди, і ляльки» був створений у вересні 1990 року за ідеєю Олега Новохацького. Створюючи цей оригінальний колектив, Олег Новохацький прагнув розширити рамки лялькового жанру, створити вистави, які б зацікавили і дітей, і дорослих.
У своїх виставах театр використовує нові засоби виразності, коли лялька живе у тримірному просторі, як і драматичний актор здійснюється контакт із глядачем на кількох рівнях спілкування: від актора, від образу, від ляльки.
Театр працює для широкого кола глядачів. Пошук та створення оригінальної п'єси стало принциповим положенням репертуарної політики. 
За перші 9 років роботи Олегом Новохацьким здійснено 16 постановок для найменших глядачів, школярів та дорослих.
Театр неодноразово брав участь у міжнародних театральних фестивалях — м. Рівне (1992), «Золотий Телесик», «Золотий Лев -96» (м. Львів), «Інтерлялька-98» (м. Ужгород). Увазі міжнародного журі було запропоновано вистави «Топ-топ-шоу», «Журавлине пір'я», «Теремок», які відзначено дипломами лауреатів та призами.
У ніч проти 27 січня 2006 року в театрі сталася пожежа. Вогнем було знищено костюми, обладнання, сцену, ляльки, декорації, пошкоджено крісла глядачів, меблі та підлогу. Усього збитків завдано на 79 000 гривень. Причиною пожежі стало порушення правил монтажу електромережі.
У грудні 2007 року відбулося відкриття муніципального театру «І люди, і ляльки» після пожежі. У театрі повністю відновили сцену, глядацьку залу, гримерні та підвал. Також закупили спеціальну техніку, освітлення та нові крісла, придатні для дітей, що пересуваються на інвалідних візочках.

## Персоналії театру
Художні керівники
- Кравчук Олексій Анатолійович (з 2015 року)[1]

Трупа театру